# Wahlenbergia peruviana
Wahlenbergia peruviana är en klockväxtart som beskrevs av Asa Gray. Wahlenbergia peruviana ingår i släktet Wahlenbergia och familjen klockväxter. Inga underarter finns listade i Catalogue of Life.